# Pseudostenophylax edwardsi
Pseudostenophylax edwardsi là một loài Trichoptera trong họ Limnephilidae. Chúng phân bố ở miền Tân bắc.